# Landeswohlfahrtsverband Hessen

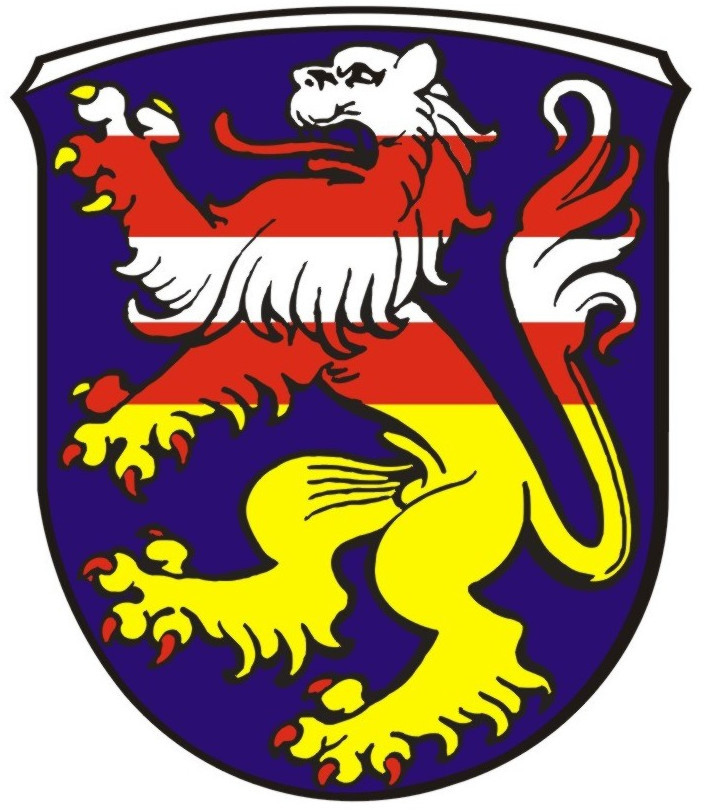
Offizielles Wappen

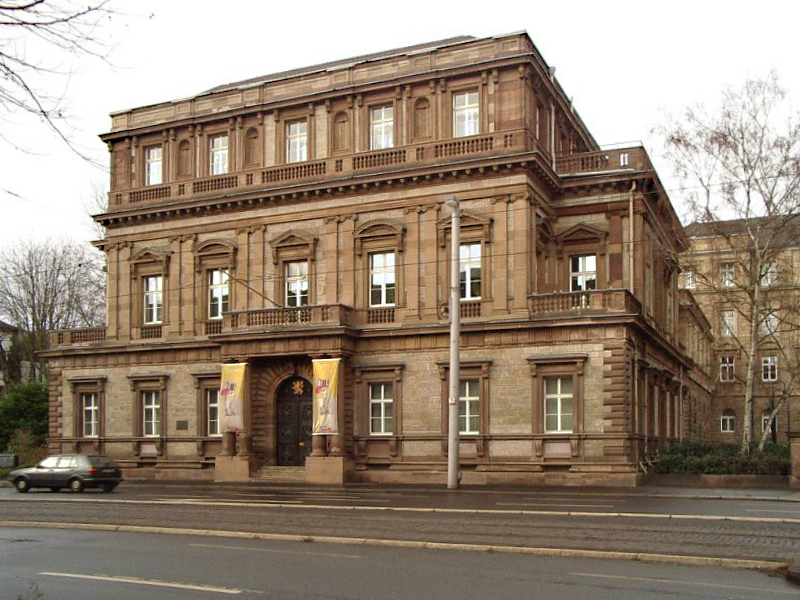
Der Hauptsitz im Ständehaus in Kassel

Der Landeswohlfahrtsverband Hessen (LWV) ist ein Zusammenschluss der Landkreise und kreisfreien Städte in Hessen, dem eine Reihe von sozialen Aufgaben übertragen wurde. Er ist eine Körperschaft des öffentlichen Rechts. Der LWV hat seinen Hauptsitz in Kassel. Regionalverwaltungen bestehen in Kassel, Darmstadt und Wiesbaden.

## Vorgeschichte

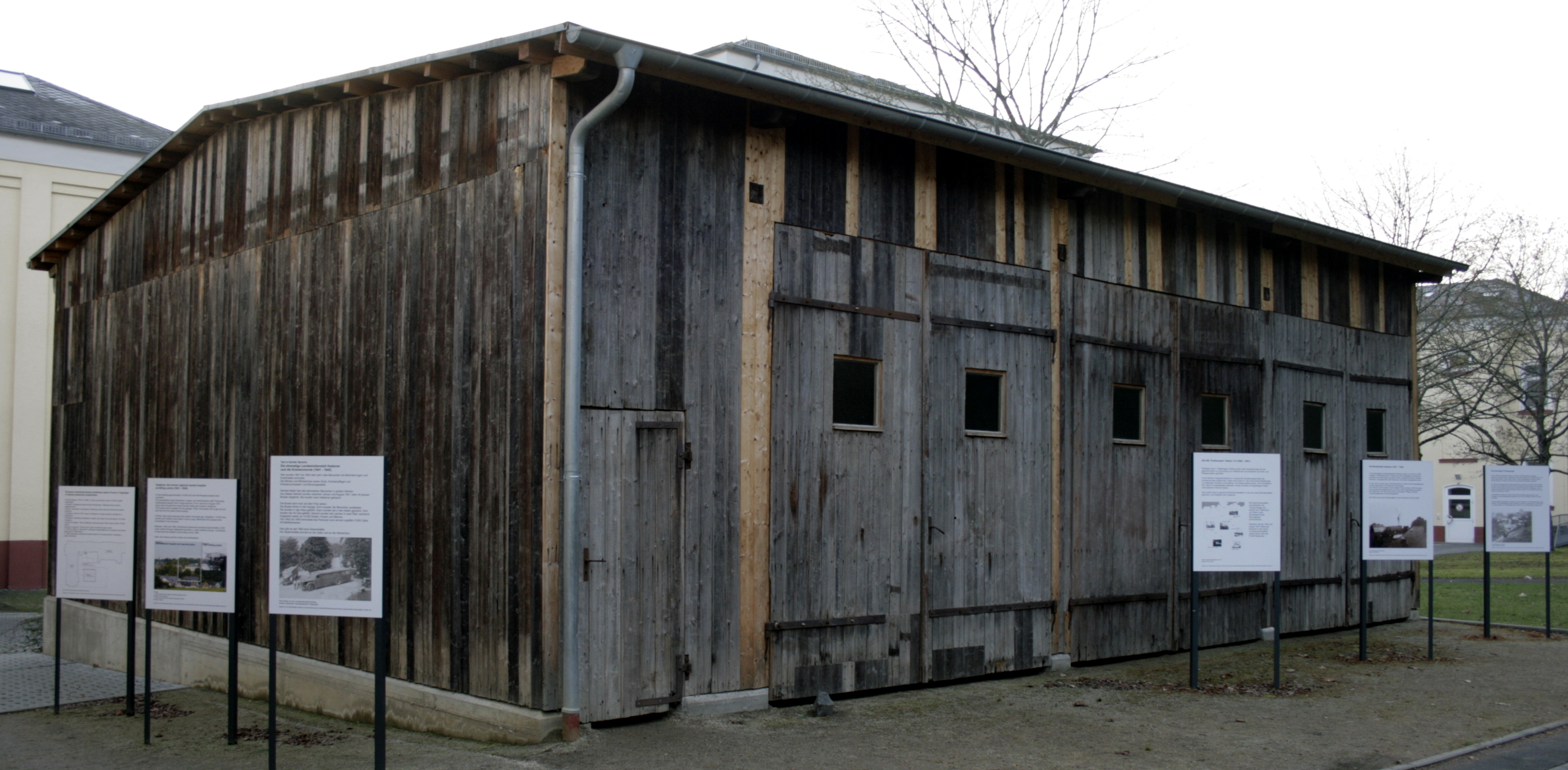
Garage der „grauen Busse“, mit denen Menschen in die Tötungsanstalt gebracht wurden. Heute Teil der Gedenkstätte.

Während der Zeit des Nationalsozialismus steuerten die Rechtsvorgänger des Landeswohlfahrtsverbands Hessen (siehe im folgenden Absatz „Geschichte“) die Auswüchse der rassenhygienischen Vorstellungen. Hier wurde der Mord an zehntausenden psychisch kranken Menschen verwaltet.
- siehe auch: Tötungsanstalt Hadamar, Kalmenhof, Vitos Rheingau (ehemals Landesheilanstalt Eichberg).

Der Rechtsvorgänger Bezirksverband Kassel war auch von 1874 bis 1949 Betreiber des Arbeitshauses Breitenau, in dem 1933/34 ein frühes Konzentrationslager und 1940 bis 1945 ein Arbeitserziehungslager untergebracht war.
Daher trat der Landeswohlfahrtsverband Hessen mit seiner Gründung im Jahre 1953 ein schweres historisches Erbe an, indem er Einrichtungen übernahm, die an den nationalsozialistischen Verbrechen beteiligt waren. Verloren gegangenes Vertrauen in die öffentliche Fürsorge musste neu begründet werden. Krankenhäuser und psychiatrische Einrichtungen wurden nach humanitären und sozialstaatlichen Prinzipien neu ausgerichtet. Die dauerhafte Erinnerung an die Opfer der NS-„Euthanasie“ (Aktion T4) ist dem LWV Auftrag und Anliegen zugleich. Besondere Bedeutung hat dabei die Gedenkstätte Hadamar, die von 1941 bis 1945 als eine von sechs Tötungsanstalten fungierte.

## Geschichte
Am 7. Mai 1953 beschloss der Hessische Landtag das „Gesetz über die Mittelstufe der Verwaltung und den Landeswohlfahrtsverband Hessen“. Durch dieses Gesetz wurden dem LWV Hessen Aufgaben und Vermögen übertragen, die zuvor dem Land Hessen-Darmstadt sowie den beiden 1886 in der preußischen Provinz Hessen-Nassau gegründeten Bezirksverbänden Kassel und Wiesbaden zugeordnet waren. Als strukturpolitische Entscheidung für den wirtschaftlich schwächeren Norden des Bundeslandes gilt die Wahl von Kassel als Hauptsitz des Verbandes. In Darmstadt und Wiesbaden wurden Zweigverwaltungen eingerichtet. Zum ersten Direktor des LWV wurde Hermann Schaub (SPD) und zu seinem Stellvertreter Friedrich Stöffler (CDU) gewählt. In den ersten Jahren nach seiner Gründung war der LWV vor allem damit befasst, die Versorgung hilfsbedürftiger kranker und behinderter Menschen in ganz Hessen auf ein gleichmäßiges und der Zeit entsprechendes Niveau zu heben. Ein weiterer Leistungsschwerpunkt war nach dem Zweiten Weltkrieg die Kriegsopfer- und Hinterbliebenenfürsorge, für welche die Hauptfürsorgestelle zuständig war.
Ein Ziel des LWV war es, schwerbeschädigte Menschen zu unterstützen, damit sie an geeigneten Arbeitsplätzen wieder am Erwerbsleben teilnehmen konnten. In der Folgezeit wurden die Gebäude der LWV-Einrichtungen instand gesetzt und in vielen Fällen erweitert. Neue moderne Krankenstationen entstanden. Umfassende Änderungen löste ab 1975 die sogenannte Psychiatrie-Enquête aus. Das Netzwerk der Gemeindepsychiatrie wurde aufgebaut und stationäre Angebote durch teilstationäre und ambulante Hilfen ergänzt.
Der LWV fungierte seit seiner Gründung 1953 als Träger von neun Kinder- und Jugendheimen, u. a. dem Kalmenhof und dem Mädchenerziehungsheim „Fuldatal“. Bis 1973, als die letzte geschlossene Einrichtung aufgelöst wurde, waren die sich dort befindlichen Kinder und Jugendlichen vielfach physischer und psychischer Gewalt ausgesetzt. Die Maßnahmen reichten von Schlägen über Nahrungsentzug bis hin zum Einsperren in Isolationszellen, die mit Holzbetten ohne Matratzen ausgestattet waren. Erst durch das Engagement von Mitgliedern der Außerparlamentarischen Opposition, unter ihnen Ulrike Meinhof, kam es zu Veränderungen und letztlich Schließungen. 2006 entschuldigte sich die Verbandsversammlung bei den Betroffenen.
1993 verabschiedete die Verbandsversammlung des LWV Betriebssatzungen für die als Eigenbetrieb geführten Krankenhäuser. Im Jahr 1998 erfolgte eine weitere Optimierung der LWV-Eigenbetriebe. Sie wurden zu Zentren für Soziale Psychiatrie zusammengefasst, während sich die Jugendheime in regionalen Verbünden zu Sozialpädagogischen Zentren entwickelten. 1997 verabschiedete der LWV ein Leitbild für seine Arbeit. Die Strukturreformen im Gesundheitswesen zogen weitere unternehmensstrategische Entscheidungen nach sich: Am 1. Januar 2008 übernahm die neu gegründete LWV-Gesundheitsmanagement GmbH die unternehmerische Verantwortung für inzwischen mehr als 30 spezialisierte Kliniken. Der LWV Hessen stellte die zwölf gemeinnützigen Tochtergesellschaften unter das Dach einer Holding, der LWV Gesundheitsmanagement GmbH. Seit März 2009 firmiert die Holding unter dem Namen Vitos GmbH. Auch die Tochtergesellschaften mit ihren Betriebsstätten tragen seitdem den gemeinsamen Namen Vitos. Der LWV Hessen bleibt Alleingesellschafter der Vitos GmbH.

## Aufgaben

### Überörtlicher Träger der Eingliederungshilfe
Eine wachsende Zahl von Menschen mit Behinderungen hat in Hessen einen Anspruch auf Hilfe bei der Alltagsbewältigung. Sie nennt sich Eingliederungshilfe und wird im Sozialgesetzbuch (SGB) IX geregelt. In Hessen ist der LWV in den meisten Fällen dafür verantwortlich. Ziel ist, dass behinderte Menschen möglichst selbstständig und selbstbestimmt leben. Soweit möglich, sollen sie am gesellschaftlichen Leben in ihrer Gemeinde oder ihrem Stadtviertel teilnehmen können. In den vergangenen Jahren hat sich der LWV verstärkt dafür eingesetzt, dass Menschen mit Behinderungen in ihren eigenen vier Wänden Unterstützung erhalten (Betreutes Wohnen). Der LWV ist außerdem Ansprechpartner für Menschen, die in Wohnheimen leben, in Tagesstätten betreut werden und/oder in Werkstätten für behinderte Menschen arbeiten. Auch diese Angebote werden vom LWV finanziert.

### Integrationsamt für schwerbehinderte Menschen im Beruf
Partner für über 100.000 berufstätige behinderte Menschen in Hessen und deren Arbeitgeber ist das Integrationsamt des LWV. Arbeitsplätze für Menschen mit einer Schwerbehinderung werden durch den Einsatz der Ausgleichsabgabe nach dem Sozialgesetzbuch IX (SGB IX) gesichert und geschaffen. Sie wird fällig, wenn Unternehmen mit mehr als 20 Mitarbeitenden weniger als 5 % schwerbehinderte Menschen beschäftigen und steht für Unternehmen zur Verfügung, die solche Arbeitsplätze einrichten. Hier unterstützt der LWV vorrangig Betriebe des ersten Arbeitsmarktes.

### Kriegsopferfürsorge (Hauptfürsorgestelle)
Ein eigener Fachbereich betreut die in Hessen lebenden Kriegsbeschädigten, Wehr- und Zivildienstbeschädigten, Impfgeschädigten und Opfer von Gewalttaten sowie deren Familienmitglieder und Hinterbliebene. Aufgabe der Hauptfürsorgestelle beim LWV ist es, diese Menschen in allen Lebenslagen durch persönliche und finanzielle Hilfen zu unterstützen.

### Schulträger
Der LWV ist Träger von 13 überregionalen Förderschulen und fünf Frühförderstellen in Hessen. Ziel ist es, Kinder und Jugendliche so zu fördern, dass behinderungsbedingte Nachteile so weit wie möglich ausgeglichen werden. In Bad Camberg, Homberg/Efze, Friedberg und Frankfurt am Main werden hörgeschädigte Kinder und Jugendliche unterrichtet, in Homberg/Efze und Friedberg blinde und sehbehinderte Kinder und Jugendliche. Den Schulen sind Internate (außer Frankfurt) und Frühförderstellen angegliedert. In Idstein und Wabern gibt es Schulen für Erziehungshilfe und Kranke. Dort werden Schüler unterrichtet, die besondere pädagogische Angebote benötigen. Den psychiatrischen Kliniken für Kinder und Jugendliche sind Schulen für Kranke angegliedert, die die jungen Patienten während ihres Klinikaufenthaltes besuchen.

### Fachbereich Archiv, Gedenkstätten und historische Sammlungen
Seit 1986 unterhält der LWV ein eigenes öffentliches Archiv. Es hat die Aufgabe, historisch und rechtlich bedeutsames Schriftgut von den Dienststellen und Einrichtungen des LWV sowie der Vitos gGmbH zu übernehmen, zu erschließen und der Öffentlichkeit zur Verfügung zu stellen. Zurzeit betreut das LWV-Archiv rund 6.000 laufende Meter Akten. Hinzu kommen 20.000 Fotografien sowie 4.000 Karten und Pläne. Die Unterlagen gehen bis in das frühe 16. Jahrhundert, die Reformationszeit, zurück und reichen derzeit bis in die 1980er Jahre. Schwerpunkte bilden die hessischen Hohen Hospitäler, die Psychiatriegeschichte des 19. und 20. Jahrhunderts, die Euthanasie-Verbrechen der Nationalsozialisten in hessischen und nassauischen Anstalten sowie die Geschichte der Jugendheime und der Erziehungshilfe in den 1950er und 1960er Jahren. Das LWV-Archiv bildet innerhalb der Verwaltung des Landeswohlfahrtsverbandes zusammen mit der Gedenkstätte Hadamar den Fachbereich Archiv, Gedenkstätten und historische Sammlungen.

## Alleingesellschafter der Vitos GmbH
Die Vitos GmbH ist eine Gesellschaft des LWV und hat ihre Geschäftstätigkeit zum 1. Januar 2008 aufgenommen. Die GmbH gehört zu den großen Klinikbetreibern in Deutschland und ist größter Anbieter im Bereich der ambulanten, teilstationären und vollstationären Behandlung psychisch kranker Menschen in Hessen. Mit 12 Tochtergesellschaften verfügt sie über psychiatrisch-psychotherapeutische Kliniken für Erwachsene, Kinder und Jugendliche sowie über Kliniken für forensische (gerichtliche) Psychiatrie, in denen psychisch kranke Rechtsbrecher behandelt werden. Zudem gehören zu der Holding zwei Fachkliniken für Neurologie bzw. Orthopädie. Darüber hinaus führt die Vitos GmbH weitere Einrichtungen für Menschen mit geistiger oder seelischer Behinderung, vielfältige Wohn- und Förderangebote und zwei Jugendhilfeeinrichtungen. Etwa 9000 Mitarbeiter behandeln und betreuen circa 140.000 Patienten und Bewohner stationär und teilstationär. Insgesamt verfügt die Unternehmensgruppe über 5.272 Betten und Plätze.

## Organisation

### Die Verbandsversammlung – Das „Hessische Sozialparlament“
- Linke: 4
- SPD: 19
- Grüne: 15
- FW: 5
- FDP: 6
- CDU: 22
- AfD: 4

Die Verbandsversammlung (VV) ist das oberste beschließende Gremium des LWV Hessen und tagt im Normalfall vier Mal im Jahr. Insgesamt 75 Abgeordnete werden von den Kreistagen der Landkreise bzw. den Stadtverordnetenversammlungen der kreisfreien Städte in fünf Wahlbezirken mit je fünfzehn Abgeordnetenmandaten für fünf Jahre gewählt. Die 17. Wahlperiode begann am 1. November 2021. Zum Präsidenten der 17. Verbandsversammlung wurde Friedel Kopp (Freie Wähler) gewählt.

### Der Verwaltungsausschuss
Der Verwaltungsausschuss ist das Exekutivorgan des LWV. Ihm gehören hauptamtliche Mitglieder und 14 ehrenamtliche Beigeordnete an, die durch die Verbandsversammlung gewählt werden. Vorsitzende ist die Landesdirektorin Susanne Simmler. Die ab 2018 geschaffene Stelle des weiteren hauptamtlichen Beigeordneten besetzt Dieter Schütz.
Die hauptamtlichen Stellen werden nach Besoldungsgruppe B 8 (Landesdirektorin), Besoldungsgruppe B 7 (Erster Beigeordneter) bzw. Besoldungsgruppe B 6 (weitere hauptamtliche Beigeordnete) der Besoldungsordnung B vergütet.

### Der Finanzrahmen
Die Aufgaben des LWV werden in erster Linie von den hessischen Landeskreisen und kreisfreien Städten finanziert. Über die sog. Verbandsumlage tragen sie die Unterstützungsleistungen für Menschen mit Behinderung. Aus der Verbandsumlage erhielt der LWV im Jahr 2017 1,37 Mrd. Euro. Weitere Einnahmen des LWV kommen aus dem Kommunalen Finanzausgleich, der Ausgleichsabgabe hessischer Unternehmen und der Kriegsopferfürsorge. Einen kleinen Teil seiner Ausgaben für die überörtliche Sozialhilfe bekommt der LWV erstattet, etwa von Renten- und Unfallversicherungsträgern, Krankenkassen und Berufsgenossenschaften. Der LWV-Haushaltsplan 2018 hatte ein Volumen von rund 2,0 Mrd. Euro. Der größte Teil (1,8 Mrd. Euro) fließt in Leistungen der überörtlichen Sozialhilfe.

## Politische Diskussion
Der LWV steht seit Jahren in der politischen Diskussion. Strittig ist vor allem die Finanzierung durch die Kreise gemäß ihrer Finanzkraft. Hierdurch tragen die finanzstarken südhessischen Kreise gegenüber den ärmeren nordhessischen Kreisen einen höheren Anteil der Finanzierung. Während Befürworter dies als Teil eines Finanzausgleichs zwischen den Kreisen begrüßen, fordern Gegner die Auflösung oder Reduzierung des LWV und Verlagerung der Aufgaben auf die Kreise. Zu dieser Diskussion trägt der mittelfristig ansteigende Finanzbedarf des LWV bei.
Starke Öffentlichkeitswirkung entstand durch die Zusammenarbeit zwischen CDU, FDP und  Bündnis 90/Die Grünen (Jamaika-Koalition) im Verband, die zu einer schwarz-grünen Besetzung der Spitzenämter führte.